# پیتا (پرنده)
پیتا (پرنده)(نام علمی: Pittidae) نام یک تیره از راسته گنجشک‌سانان است.

## گونه‌ها
Hydrornis
- پیتای بی‌گوش
- پیتای پس‌گردن آبی
- پیتای دمگاه آبی
- پیتای زنگارگون
- پیتای غول‌پیکر
- پیتای کبود
- پیتای شکم خط‌دار
- پیتای خط‌دار جاوه‌ای

Erythropitta
- پیتای سرسیاه
- پیتای سبزپوش
- پیتای سینه‌لاجوردی
- پیتای الگانس
- پیتای رنگین‌کمانی

Pitta
- پیتای خوش‌رنگ
- پیتای آنگولایی
- پیتای پرسروصدا
- پیتای رخ‌سیاه
- پیتای هندی